# Industrias Platenses Automotrices
Industrias Platenses Automotrices S.A. war ein argentinischer Hersteller von Automobilen.

## Unternehmensgeschichte
Guillermo Leeds leitete das Unternehmen mit Sitz in La Plata. In den 1950er Jahren begann die Entwicklung von Automobilen. Im Dezember 1959 wurden drei Fahrzeuge präsentiert, die jahrelang ausgiebig getestet wurden. 1960 begann die Produktion. Der Markenname lautete Ipam-Leeds, in einigen Quellen verkürzt zu IPAM oder Leeds. Die Produktion lief je nach Quelle bis 1961 oder 1964. Nach mehreren Angaben entstanden etwa 200 Fahrzeuge.

## Fahrzeuge
Das einzige Modell war ein Amphibienfahrzeug. Es war ein Kabinenroller mit Fronttür und einer weiteren Tür auf der linken Seite. Die Karosserie bestand aus Metall und bot Platz für vier Personen. Ein Zweizylinder-Zweitaktmotor von Villiers Ltd mit 325 cm³ Hubraum und 18 PS Leistung war im Heck montiert. Die Fahrzeuge waren bei einem Radstand von 170 cm und einer Spurweite von 135 cm (vorne) bzw. 65 cm (hinten) 320 cm lang und 150 cm breit. Das Leergewicht war mit 400 kg angegeben.